# Naomi Totka
Naomi Totka (19 de outubro de 1995) é uma tenista profissional húngara. Sua melhor posição é o de 363ª no ranking de simples da WTA.